# Étoy
Étoy é uma comuna da Suíça, situada no distrito de Morges, no cantão de Vaud. Tem 4,93 km² de área e sua população em 2018 foi estimada em 2.898 habitantes.